# MGM-5 Corporal

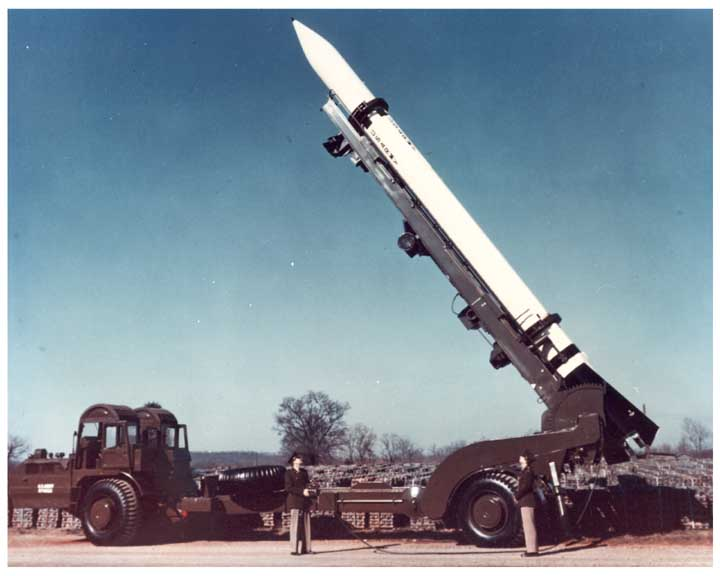
Un missile Corporal monté sur une rampe de lancement.

Le MGM-5 Corporal était un missile sol-sol téléguidé américain. Ce fut le premier missile autorisé par les États-Unis à transporter une ogive nucléaire. Il pouvait aussi transporter une ogive dotée d'un explosif à haute efficacité jusqu'à 139 km.
Développé par l’US Army en partenariat avec Firestone Tire and Rubber Company, Gilfillan Brothers Inc., Douglas Aircraft Company et le Jet Propulsion Laboratory, le Corporal était conçu comme un missile nucléaire tactique devant être utilisé lors de combat en Europe de l'Est pendant la guerre froide. Le premier bataillon de Corporal fut déployé en Europe en 1955. Six bataillons américains furent déployés et demeurèrent en service jusqu'en 1964, remplacés par des MGM-29 Sergeant.

## Conception et développement
Pour un article plus général, voir Histoire du missile balistique.
Le développement du Corporal a débuté au sein du White Sands Missile Range (Nouveau-Mexique). Il trouve son origine dans une série de fusées développées par l'armée américaine et l'organisme précurseur du Jet Propulsion Laboratory, dans le cadre du projet ORDCIT. Après sa vente au Royaume-Uni en 1954 dans le cadre du Projet E, le Corporal devient le premier missile guidé américain destiné à être utilisé dans un pays étranger utilisé par une puissance étrangère.

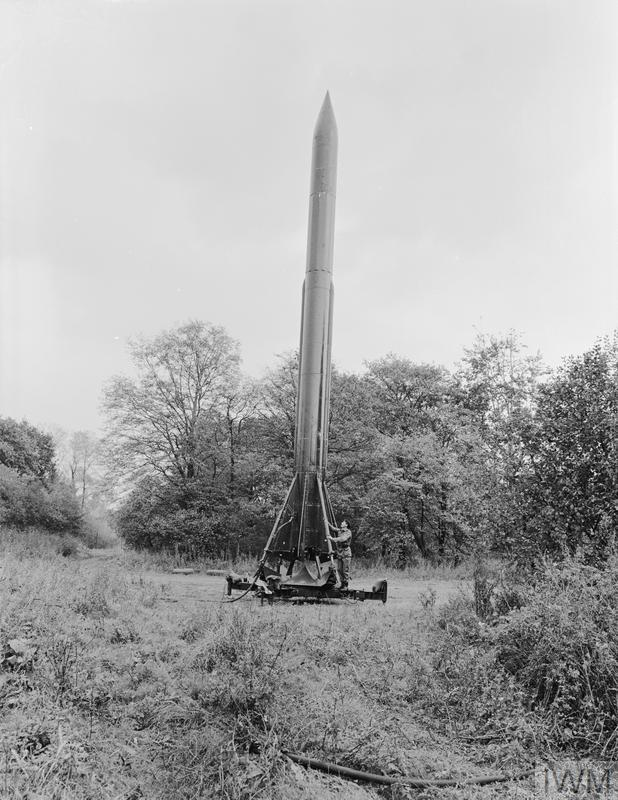
Un Corporal de la Royal Artillery en Allemagne de l’Ouest.

Le missile Corporal était notoirement imprécis et peu fiable. Il utilisait un moteur-fusée à combustible liquide utilisant de l'acide nitrique fumant rouge et de l'hydrazine. Ce mélange nécessitait une préparation longue et méticuleuse immédiatement avant le lancement, ce qui rendait contestable sa réactivité tactique. Pour son guidage, le missile employait des commandes transmises par une version remaniée d'une système de radar datant de la seconde guerre mondiale. Jusqu'en 1955, sa précision en vol était inférieure à 50 %, ce pourcentage s'améliorant modestement par la suite. Lors de la première année de tests réalisés par les Britanniques en 1959, le taux de succès ne dépassa pas 46 %, un triste record qui suscita des doutes parmi les planificateurs militaires sur l'efficacité opérationnelle du missile en Allemagne.
Le guidage consistait en un système complexe. Durant la phase initiale du lancement, la navigation inertielle (au moyen d'accéléromètres internes) maintenait le missile en position verticale et des instructions prédéterminées le dirigeaient. Le segment terrestre du système de guidage consistait en une version modifiée du radar à impulsion SCR584, qui mesurait l'azimut du missile et son élévation, ainsi que la distance de son écho. Cette information était envoyée à un ordinateur analogique qui calculait la trajectoire ainsi que les corrections nécessaires pour atteindre l'objectif. Un radar Doppler était utilisé pour mesurer précisément la vitesse et cette information était également prise en compte dans le calcul de la trajectoire. Le radar Doppler était aussi utilisé pour envoyer la dernière correction de trajectoire ainsi que l'ordre d'armement de l'ogive après la rentrée du missile dans l'atmosphère. Un transpondeur était utilisé dans le missile pour fournir un signal de retour.
Les bataillons équipés du missile Corporal étaient très mobiles, malgré le grand nombre de véhicules de soutien et de personnels nécessaires pour assurer le transport, les vérifications et le lancement de ce missile équipé d'une tête nucléaire (ou d'explosifs conventionnels). En Allemagne de l'Ouest, de nombreuses "Alertes" inopinées étaient réalisées, ce qui nécessitait de réunir l'ensemble du personnel, des véhicules et des missiles en un point prédéterminé. Le bataillon se déplaçait alors vers un site de lancement - situé en général dans une forêt éloignée -, installait le missile sur son lanceur et réalisait une vérification détaillée des divers systèmes. Ceci n'était pas une tâche aisée, puisque ces systèmes électroniques étaient tous constitués de tubes à vide. Un tir simulé était réalisé et tout le bataillon devait évacuer le site le plus vite possible afin de ne pas devenir la cible de tirs ennemis. Le déploiement sur le terrain à l'occasion d'une Alerte était étonnamment rapide, grâce au haut niveau d'entraînement des équipes.
Les forces américaines basées en Allemagne s'entraînaient aux tirs réels à Fort Bliss, puis dans un second temps les tirs ont eu lieu sur le site du Royal Artillery Guided Weapons Range, situé sur l'ile écossaise de Benbecula, dans les Hébrides extérieures. Les missiles étaient tirés en direction de coordonnées situées dans l'océan Atlantique, le Deep Sea Range. Un radar situé sur l'île de Saint-Kilda (Écosse) suivait les missiles et permettait de savoir si le tir était un succès. Fréquemment, des "chalutiers" soviétiques pénétraient dans la zone ciblée par les missiles. 
Une unité de missiles Corporal remarquable, le premier bataillon du 38e régiment d'artillerie (1/38th) était stationné dans la caserne de Babenhausen. Sa mission était de protéger la trouée de Fulda d'une invasion blindée menée par l'Union soviétique et les nations du Pacte de Varsovie. Finalement, le Corporal IIB a été dépassé par les avancées technologiques et en 1963 les missiles ont commencé à être désactivés et remplacés par le système de missiles MGM-29 Sergeant.

## Operateurs
Royaume-Uni
- British Army, Royal Artillery
  - 27th Guided Weapons Regiment RA 1957–1966 (Allemagne de l’Ouest)
  - 47th Guided Weapons Regiment RA 1957–1965 (Allemagne de l’Ouest)

 États-Unis
- United States Army[3]
  - 246th Missile Battalion renommé 2nd Bn, 80th Artillery Regiment (Fort Sill)
  - 259th Missile Battalion renommé 1st Bn, 40th Art (Fort Bliss)
  - 523rd Missile Battalion renommé 1st Bn, 81st Art (Fort Carson)
  - 526th Missile Battalion renommé 1st Bn, 84th Art (Fort Sill)
  - 530th Missile Battalion renommé 1st Bn, 39th Arty (Allemagne de l’Ouest)
  - 531st Missile Battalion renommé 1st Bn, 38th Arty (Allemagne de l'Ouest)
  - 543rd Missile Battalion renommé 1st Bn, 82nd Arty (Italie)
  - 557th Missile Battalion renommé 2nd Bn, 81st Arty (Allemagne de l’Ouest)
  - 558th Missile Battalion renommé 2nd Bn, 82nd Arty (Allemagne de l’Ouest)
  - 559th Missile Battalion renommé 2nd Bn, 84th Arty (Allemagne de l’Ouest)
  - 570th Missile Battalion renommé 1st Bn, 80th Arty (Italie)
  - 601st Missile Battalion renommé 2nd Bn, 40th Arty (Italie)